# Lista de cidades de Oklahoma

Estado de Oklahoma destacado em vermelho no território dos Estados Unidos.

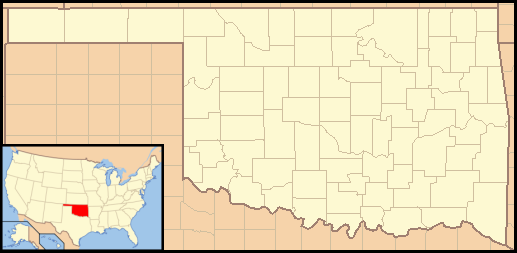
Divisões de Oklahoma por condados.

Oklahoma é um estado localizado na Região Sul dos Estados Unidos, de acordo com o censo dos Estados Unidos de 2010, o Oklahoma é o 28° estado mais populoso com 3.751.616 habitantes, e o 19° maior por área de terra, abrangendo cerca de 181 037,22 quilômetros quadrados. Oklahoma é dividido em 77 condados e contem 597 municipalidades incorporadas que consistem em cidades e vilas.
Em Oklahoma, as cidades são todos os municípios incorporados que possuem uma população igual ou superior a 1000 habitantes e que obviamente já foram incorporadas como cidades.

## A
- Achille
- Ada
- Adair
- Addington
- Afton
- Agra
- Albion
- Alderson
- Alex
- Aline
- Allen
- Altus
- Alva
- Amber
- Ames
- Amorita
- Anadarko
- Antlers
- Apache
- Arapaho
- Arcadia
- Ardmore
- Arkoma
- Armstrong
- Arnett
- Asher
- Ashland
- Atoka
- Atwood
- Avant
- Avard

## B
- Barnsdall
- Bartlesville
- Bearden
- Beaver
- Beggs
- Bennington
- Bernice
- Bessie
- Bethany
- Bethel Acres
- Big Cabin
- Billings
- Binger
- Bixby
- Blackburn
- Blackwell
- Blair
- Blanchard
- Bluejacket
- Boise City
- Bokchito
- Bokoshe
- Boley
- Boswell
- Bowlegs
- Boynton
- Bradley
- Braggs
- Braman
- Bray
- Breckenridge
- Brodgeport
- Bristow
- Broken Arrow
- Broken Bow
- Bromide
- Brooksville
- Buffalo
- Burbank
- Burlington
- Burns Flat
- Butler
- Byars
- Byng
- Byron

## C
- Cache
- Caddo
- Calera
- Calumet
- Calvin
- Camargo
- Cameron
- Canadian
- Caney
- Canton
- Canute
- Capron
- Cardin
- Carmen
- Carnegie
- Carney
- Carrier
- Carter
- Cashion
- Castle
- Catoosa
- Cedar Valley
- Cement
- Centrahoma
- Central High
- Chandler
- Chattanooga
- Checotah
- Chelsea
- Cherokee
- Cheyenne
- Chickasha
- Choctaw
- Chouteau
- Cimarron City
- Claremore
- Clarita
- Clayton
- Clearview
- Cleo Springs
- Cleveland
- Clinton
- Coalgate
- Colbert
- Colcord
- Cole
- Collinsville
- Colony
- Comanche
- Commerce
- Cooperton
- Copan
- Corn
- Cornish
- Council Hill
- Covington
- Coweta
- Cowlington
- Coyle
- Crescent
- Cromwell
- Crowder
- Cushing
- Custer City
- Cyril

## D
- Dacoma
- Davenport
- Davidson
- Davis
- Deer Creek
- Del City
- Delaware
- Depew
- Devol
- Dewar
- Dewey
- Dibble
- Dickson
- Dill City
- Disney
- Dougherty
- Douglas
- Dover
- Drummond
- Drumright
- Duncan
- Durant
- Dustin

## E
- Eakly
- Earlsboro
- East Duke
- Edmond
- El Reno
- Eldorado
- Elgin
- Elk City
- Elmer
- Elmore City
- Empire City
- Enid
- Erick
- Erin Springs
- Etowah
- Eufaula

## F
- Fair Oaks
- Fairfax
- Fairland
- Fairmont
- Fairview
- Fallis
- Fanshawe
- Fargo
- Faxon
- Fitzhugh
- Fletcher
- Foraker
- Forest Park
- Forgan
- Fort Cobb
- Fort Coffee
- Fort Gibson
- Fort Sill
- Fort Supply
- Fort Towson
- Foss
- Foyil
- Francis
- Frederick
- Freedom

## G
- Gage
- Gans
- Garber
- Garvin
- Gate
- Geary
- Gene Autry
- Geronimo
- Gerty
- Glencoe
- Glenpool
- Goldsby
- Goltry
- Goodwell
- Gore
- Gotebo
- Gould
- Gracemont
- Grainola
- Grand Lake Towne
- Grandfield
- Granite
- Grayson
- Greenfield
- Grove
- Guthrie
- Guymon

## H
- Haileyville
- Hall Park
- Hallett
- Hammon
- Hanna
- Hardesty
- Harrah
- Hartshorne
- Haskell
- Hastings
- Haworth
- Headrick
- Healdton
- Heavener
- Helena
- Hendrix
- Hennessey
- Henryetta
- Hickory
- Hillsdale
- Hinton
- Hitchcock
- Hitchita
- Hobart
- Hoffman
- Holdenville
- Hollis
- Hollister
- Hominy
- Hooker
- Hoot Owl
- Horntown
- Howe
- Hugo
- Hulbert
- Hunter
- Hydro

## I
- Idabel
- Indiahoma
- Indianola
- Inola

## J
- Jamestown
- Jay
- Jefferson
- Jenks
- Jennings
- Jet
- Johnston
- Jones

## K
- Kansas
- Kaw City
- Kellyville
- Kemp
- Kendrick
- Kenefic
- Keota
- Ketchum
- Keyes
- Kiefer
- Kildare
- Kingfischer
- Kingston
- Kinta
- Kiowa
- Knowles
- Konawa
- Krebs
- Kremlin

## L
- Lahoma
- Lake Aluma
- Lamar
- Lambert
- Lamont
- Langley
- Langston
- Laverne
- Lawrence Creek
- Lawton
- Le Flore
- Leedey
- Lehigh
- Lenapah
- Leon
- Lexington
- Liberty
- Lima
- Lindsay
- Loco
- Locust Grove
- Lone Grove
- Lone Wolf
- Longdale
- Lookeba
- Lotsee
- Loveland
- Loyal
- Luther

## M
- Madill
- Marietta
- McAlester
- Miami
- Midwest City
- Muskogee

## N
- Norman
- Nowata

## O
- Okeene
- Oklahoma City
- Okmulgee

## P
- Pauls Valley
- Perry
- Pocola
- Ponca City
- Poteau
- Pryor

## S
- Sallisaw
- Sand Springs
- Seminole
- Shangri-la
- Shattuck
- Shawnee
- Southard
- Stillwater
- Stroud

## T
- Tahlequah
- Tulsa

## V
- Valentine

## W
- Wayne
- Weatherford
- Wilberton
- Woodward (Oklahoma)